# Cosquín-Santa María de Punilla-Bialet Massé
Se denomina Cosquín - Santa María de Punilla - Bialet Massé a la aglomeración urbana que se extiende entre las ciudades argentinas de Cosquín, Santa María de Punilla, Bialet Massé y otras localidades menores dentro del Departamento Punilla, provincia de Córdoba, en las coordenadas 31°15′00″S 64°28′59″O / -31.25000, -64.48306. Es una ciudad lineal a lo largo de la Ruta Nacional 38. Mientras que la localidad de San Roque creció sobre la Ruta Provincial E-55.
A la denominación de este aglomerado fue dada por INDEC con fines censales y estadísticos. Pero esta población, al igual que el resto del Valle de Punilla se encuentran fusionadas en un área urbana más grande que forma parte del Área Metropolitana de Córdoba.
Este aglomerado constituye el primero en ser penetrado por quienes se dirigen hacia el norte del Valle de Punilla, debido a que el principal acceso, la Autovía Costa Azul-La Cumbre, llega hasta la localidad de San Roque.

## Población
| Ciudad                 | Población (2022) | Población (2010) | Población (2001) | Población (1991) |
| ---------------------- | ---------------- | ---------------- | ---------------- | ---------------- |
| Cosquín                | 25.461           | 19.458           | 19.070           | 16.866           |
| Santa María de Punilla | 12.108           | 9.526            | 7.306            | 6.119            |
| Bialet Massé           | 9.910            | 5.425            | 4.543            | 2.523            |
| San Roque              | 2.476            | 1.126            | 832              | [ 4 ]            |
| Villa Parque Siquiman  | 3.561            | 1.738            | 816              | 447              |
| Total                  | 53.516           | 37.273           | 32.567           | 25.955           |